# Zoroastrischer Turm in Jiexiu

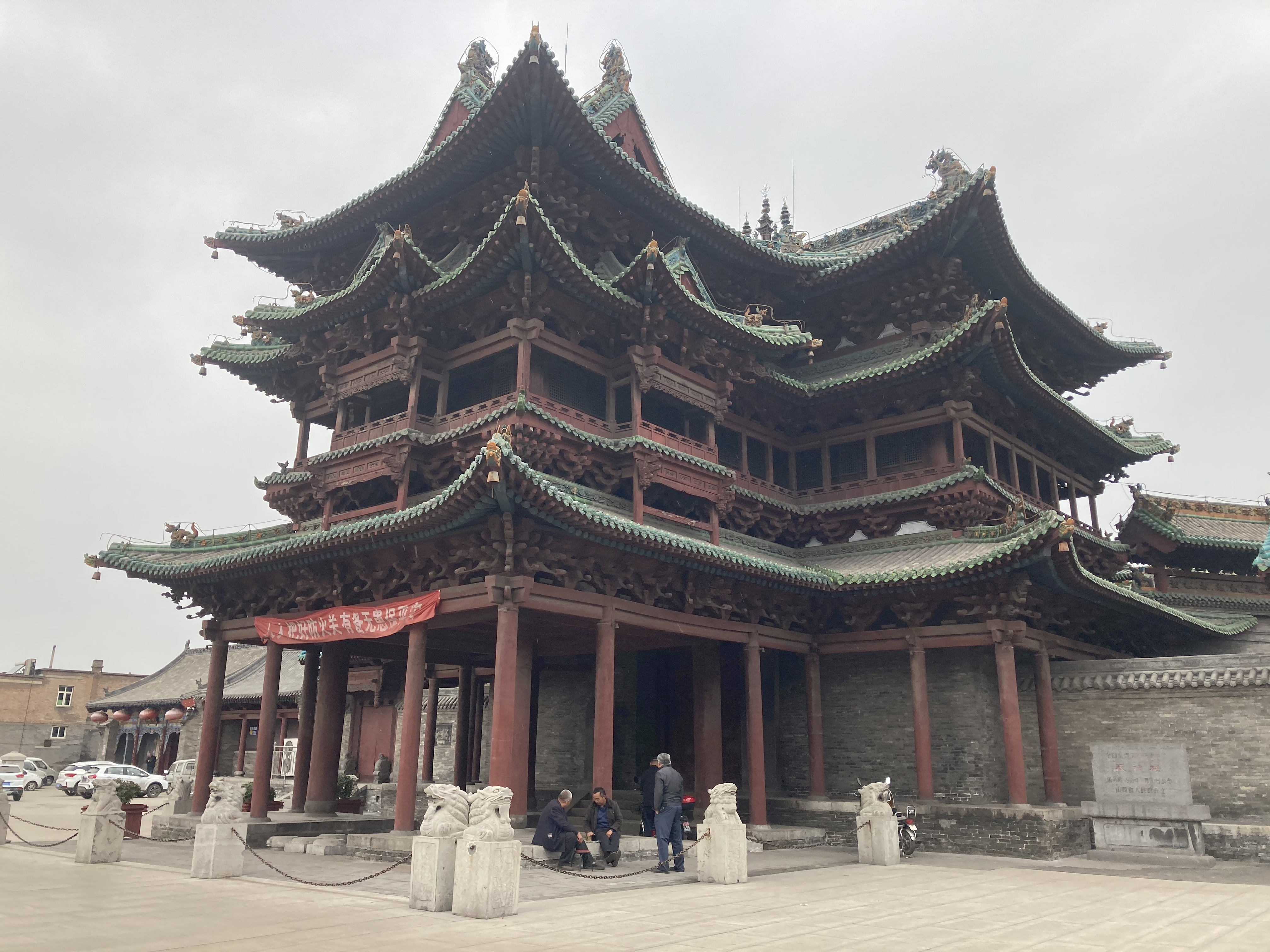
Ansicht 2020

Der Zoroastrische Turm bzw. Zoroastrische Tempel (chinesisch 祆神楼, Pinyin Xiānshén lóu) in der Stadt Jiexiu, ist ein zoroastrisches Bauwerk (Dachma) aus der Zeit der Nördlichen Song-Dynastie in der chinesischen Provinz Shanxi. Der heutige Gebäudekomplex stammt aus der Zeit der Qing-Dynastie. Der chinesische Kunsthistoriker Jiang Boqin hat sich um seine Erforschung verdient gemacht.
Er steht seit 1996 auf der Liste der Denkmäler der Volksrepublik China (4-168).